# 清光緒霽青象耳啣環琮式瓶
清光緒霽青象耳啣環琮式瓶為清代官窯陶瓷器，約製成於西元1875-1908年，清宮當時稱其為「四方象耳瓶」，底部落「大清光緒年制」六字二行楷書款，為清代官窯的經典品類。現藏於台北國立故宮博物院。

## 形制
瓶高29.1公分、口徑9.1公分、底徑11.6公分，外觀沿襲自宋代確立之琮式瓶而來，然其表面光滑且飾有成對象耳，已非琮式瓶原型──良渚玉琮，側身具橫紋的樣貌。
琮式瓶最初樣式的成形始於南宋，且目前已確認有銅、石、陶瓷三種材質。由於琮式瓶外觀方正，不似一般陶瓷品的圓滑，推測可能是受到原型玉琮內圓外方形狀的影響，也應該有仿金屬器而製的可能。
琮式瓶瓶身之橫紋為其一大特色，在南宋也有把橫紋設計成八卦的樣式，是為八卦方瓶。入清後琮式瓶得到官窯大量的製造，外觀不斷翻新，而在乾隆朝出現了如本件外表光華、無橫紋的樣式，瓶身亦加上額外之裝飾，光緒年間之官窯便是仿此時期的琮式瓶，而作此件。

## 用途
本件用途應為盛裝器，然琮式瓶之用途有多種說法，一說是花器（盛裝器），一說是祭祀禮器，也有人認為是純粹觀賞用。
目前盛裝器的說法最為廣泛，琮式瓶為自宋代出現的新品類，其正是因為將一端填實、另一端保持開口而得定義為瓶，而非向來玉琮兩端皆開口，甚至可穿戴於手上的形象，意即，此時的琮式瓶很可能已失去玉琮原型作為祭祀禮器的功能。然盛裝何物，則因時代不同，而發展出了多元的用途。據推測為南宋時期作品的杜良臣〈勤顧帖〉所示，其背景繪有一琮式瓶且內插一株似水仙之植物，所以應可推知本時期的琮式瓶應有作為盛裝器──插花的用途。
到了明代，琮式瓶又被稱為蓍草瓶。據明萬曆作為刊載當時流行圖紋之用的《方氏墨譜》、《程氏墨苑》所示，蓍草瓶的出現，無異也說明了這款瓶是當時文人愛戴的時尚器式，且除了用作花器，根據同時期的《列仙全傳》，可見有將琮式瓶置於文案上、書籍旁的圖樣，且瓶內為數根筆直之筯狀物、如卜卦用之筮竹所填充，扮演了文房裝飾、盛裝占易用品物的功能。
本件琮式瓶為入清後官窯開發、仿效先前名窯的多種琮瓶造型的產物之一，由於本時期的琮式瓶樣式愈趨多元且也有變得華麗的傾向，推測其除了作為盛裝器，更多可能是純粹觀賞用。

## 釉料
本件作品通體施霽青釉，而霽青又有「祭藍」、「霽藍」、「積藍」、「寶石藍」等別名。霽青釉是一種高溫釉，即在石灰鹼釉中摻入適量的天然鈷料做著色劑，在窯內1280~1300攝氏度左右與坯胎一起一次性燒製的瓷釉。
霽青釉始創於元代，一直延燒到現代。明代早中期霽藍釉主要用於官家祭祀器和陳設器，屬於數量偏少的高檔釉種。霽青釉的呈色可依明萬曆作為主要分期，萬曆中期以後，由於官窯庫存回青料幾乎枯竭，所以青花瓷和藍釉瓷款識就用浙料和石子青等國產鈷料書寫，之後清代官窯和民窯繼續燒造霽藍釉瓷器，可是由於鈷料不同，霽青釉發色已非明代早中期蘇料和回青料那種靚麗呈色，而呈現另一種厚重、具油畫質感的深藍色。

## 光緒官窯：複製的製造
光緒時期瓷器大量製造，此時多款「創新」的樣式輩出。然而此時期的創新並非真正造出嶄新的品類，而是相對於嘉慶後在瓷器樣式上遲滯的發展，光緒時期有大量仿造宋朝、明朝、清三代（康熙、雍正、乾隆）瓷器的傾向，且在此時期產出的瓷器器底常常能發現「大明某某年制」、「大清某某年制」的落款，更是光緒瓷器仿製前朝作品的明證。
不過由於大量又多樣化的製造，光緒時期官窯產出的作品有品質良莠不一的現象。自同治朝，瓷器就有胎質不夠堅固的問題， 施釉也因此有些疏鬆， 釉色泛粉白、瑩白， 呈色不均。 光緒瓷的胎、釉品質雖較同治瓷稍有提高，但仍是比不上清三代。例如，光緒朝有大量的仿康熙朝的青花瓷器，雖然製造水準高， 但實際上其釉色較白、圖樣有浮突感，器物重量也較輕，缺乏康熙朝瓷器的沉著、穩定的氣韻。